# 長谷川房彦
長谷川 房彦（はせがわ ふさひこ、1943年 - ）は、株式会社アドテックス（破産）の創業者・元代表取締役会長である。大阪府出身。

## 経歴
1968年3月　静岡大学工学部機械工学科卒業。1968年4月　株式会社日立製作所入社。1969年8月　同社退職。
1969年8月　日本アイ・ビー・エム株式会社入社。1990年1月　日本アイ・ビー・エム株式会社、藤沢工場副工場長。1991年1月　日本アイ・ビー・エム株式会社、藤沢工場SSD（ストレージシステムディビジョン）工場長、ワールドワイド製造統括部長。
1993年6月　日本アイ・ビー・エム株式会社、海外事業本部長に就任。1993年7月　株式会社アドテックス設立、日本アイ・ビー・エム株式会社から出向する形で代表取締役社長に就任。
1995年2月　日本アイ・ビー・エム株式会社退職。1996年5月　ADTEX PHILIPPINES,INC.代表取締役。2002年2月　ADTX SYSTEMS,INC.代表取締役会長。2002年7月　ADTEX CHINA COMPANY Ltd.代表取締役会長。
2005年3月　株式会社アドテックス代表取締役会長。2005年　株式会社ジー・エム・ツー取締役。2005年11月　株式会社アドテックス代表取締役会長を辞任。2006年10月　株式会社ジー・エム・ツー取締役を辞任。